# Confederación Asiática de Fútbol
La Confederación Asiática de Fútbol (en inglés: Asian Football Confederation), también conocida por sus siglas AFC, es la confederación de asociaciones nacionales de fútbol en la mayor parte de Asia, Australia, Guam e Islas Marianas del Norte. Es el máximo ente de este deporte en el continente, y una de las seis confederaciones pertenecientes a la FIFA. Fue fundada en 1954 y su sede central se encuentra en Kuala Lumpur, Malasia.

## Historia
La Confederación Asiática de Fútbol fue fundada el 8 de mayo de 1954. Sus miembros fundadores fueron Afganistán, Birmania (Myanmar), República de China (China Taipéi), Hong Kong, Irán, India, Israel, Indonesia, Japón, Corea del Sur, Pakistán, Filipinas, Singapur y Vietnam del Sur.
La Copa Asiática de la AFC es la segunda competición continental de fútbol más antigua del mundo, con cuatro equipos que participan en la primera edición en el entonces británico Hong Kong en 1956.
La Asian Women's Football Confederation (ALFC) es la sección de la AFC que administra el fútbol femenino en Asia. El grupo fue fundado independientemente en abril de 1968 en una reunión en la que participaron Taiwán, Hong Kong, Malasia y Singapur. En 1986, el ALFC se fusionó con la AFC. La Asian Women's Football Confederation ayudó a organizar la Copa Asiática Femenina de la AFC, que se celebró por primera vez en 1975, así como el Campeonato Femenino Sub-19 de la AFC y el Campeonato Femenino Sub-17 de la AFC.

## Miembros asociados

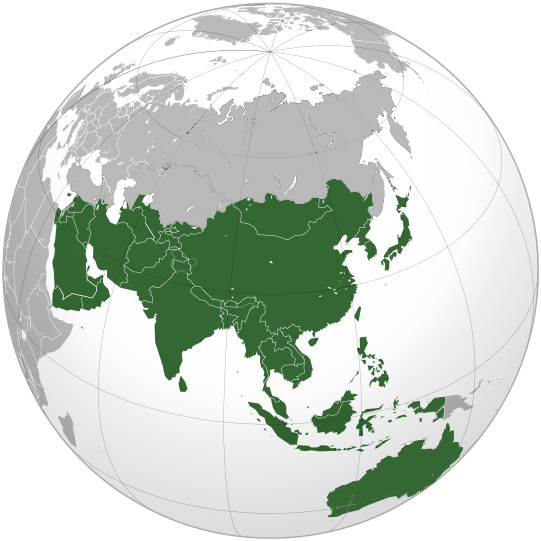
Países afiliados a la AFC.

Mapa de las confederaciones asociadas a la FIFA.

Son 47 las asociaciones nacionales de fútbol pertenecen a la AFC (una no está afiliada a la FIFA). En la actualidad está subdividida en 5 regiones.
A continuación están los equipos nacionales distribuidos por zona (pero los de centro y sur no están según su federación regional).
A su vez, hay selecciones de otros continentes que se encuentran afiliadas a la AFC. El caso más conocido es el de Australia, pero lo mismo ocurre con las selecciones de Guam y las Islas Marianas del Norte (los tres casos son de selecciones que están en Oceanía y deberían competir en la OFC).
También ocurre el caso inverso, con seleccionados que se ubican en Asia y deberían competir en la AFC, pero emigraron hacia la UEFA: Chipre e Israel. También podrían disputar la AFC Turquía, Kazajistán y Rusia, países que se ubican mayoritariamente en Asia y con una pequeña parte en Europa, pero que decidieron asociarse a la UEFA. Armenia, Azerbaiyán y Georgia también compiten en la UEFA a pesar de estar ubicadas en el Cáucaso, una región limítrofe entre Europa y Asia.
| Selección                                     | Federación                                           | Fundación | Ingreso AFC | Ingreso FIFA | Selecciones |
| --------------------------------------------- | ---------------------------------------------------- | --------- | ----------- | ------------ | ----------- |
| Federación de Fútbol de la ASEAN (AFF)        |                                                      |           |             |              |             |
| Australia                                     | Federación de Fútbol de Australia                    | 1961      | 2006        | 1963         | M, F        |
| Birmania                                      | Federación de Fútbol de Birmania                     | 1947      | 1954        | 1948         | M, F        |
| Brunéi                                        | Asociación de Fútbol de Brunéi Darussalam            | 1959      | 1969        | 1972         | M           |
| Camboya                                       | Federación de Fútbol de Camboya                      | 1933      | 1957        | 1954         | M, F        |
| Filipinas                                     | Federación Filipina de Fútbol                        | 1907      | 1954        | 1930         | M, F        |
| Indonesia                                     | Asociación de Fútbol de Indonesia                    | 1930      | 1954        | 1952         | M, F        |
| Laos                                          | Federación de Fútbol de Laos                         | 1951      | 1980        | 1952         | M, F        |
| Malasia                                       | Asociación de Fútbol de Malasia                      | 1933      | 1958        | 1956         | M, F        |
| Singapur                                      | Asociación de Fútbol de Singapur                     | 1892      | 1954        | 1952         | M, F        |
| Tailandia                                     | Asociación de Fútbol de Tailandia                    | 1916      | 1957        | 1925         | M, F        |
| Timor Oriental                                | Federación de Fútbol de Timor Oriental               | 2002      | 2002        | 2005         | M, F        |
| Vietnam                                       | Federación de Fútbol de Vietnam                      | 1962      | 1964        | 1964         | M, F        |
| Federación de Fútbol de Asia Oriental (EAFF)  |                                                      |           |             |              |             |
| Corea del Norte                               | Asociación de Fútbol de Corea del Norte              | 1945      | 1974        | 1958         | M, F        |
| Corea del Sur                                 | Asociación de Fútbol de Corea                        | 1928      | 1954        | 1948         | M, F        |
| China                                         | Asociación China de Fútbol                           | 1924      | 1974        | 1931         | M, F        |
| Taiwán                                        | Asociación de Fútbol de China Taipéi                 | 1936      | 1954        | 1954         | M, F        |
| Guam                                          | Asociación de fútbol de Guam                         | 1975      | 1992        | 1996         | M, F        |
| Hong Kong                                     | Asociación de fútbol de Hong Kong                    | 1909      | 1954        | 1954         | M, F        |
| Islas Marianas del Norte**                    | Asociación de Fútbol de las Islas Marianas del Norte | 2005      | 2009        | -            | M, F        |
| Japón                                         | Asociación de Fútbol de Japón                        | 1921      | 1954        | 1950         | M, F        |
| Macao                                         | Asociación de Fútbol de Macao                        | 1939      | 1976        | 1978         | M, F        |
| Mongolia                                      | Federación de Fútbol de Mongolia                     | 1959      | 1998        | 1998         | M, F        |
| Federación de Fútbol del Oeste de Asia (WAFF) |                                                      |           |             |              |             |
| Arabia Saudita                                | Federación de Fútbol de Arabia Saudita               | 1956      | 1972        | 1959         | M, F        |
| Baréin                                        | Federación de Fútbol de Baréin                       | 1957      | 1969        | 1968         | M, F        |
| Catar                                         | Asociación de Fútbol de Catar                        | 1960      | 1972        | 1970         | M, F        |
| Emiratos Árabes Unidos                        | Federación de Fútbol de los Emiratos Árabes Unidos   | 1971      | 1974        | 1972         | M, F        |
| Irak                                          | Asociación de Fútbol de Irak                         | 1948      | 1971        | 1950         | M, F        |
| Jordania                                      | Federación de Fútbol de Jordania                     | 1949      | 1964        | 1958         | M, F        |
| Kuwait                                        | Federación de Fútbol de Kuwait                       | 1952      | 1962        | 1962         | M, F        |
| Líbano                                        | Federación de Fútbol de Líbano                       | 1933      | 1964        | 1935         | M, F        |
| Omán                                          | Asociación de Fútbol de Omán                         | 1978      | 1979        | 1980         | M, F        |
| Palestina                                     | Federación de Fútbol de Palestina                    | 1929      | 1998        | 1998         | M, F        |
| Siria                                         | Federación de Fútbol de Siria                        | 1936      | 1969        | 1937         | M, F        |
| Yemen                                         | Federación de Fútbol de Yemen                        | 1962      | 1962        | 1980         | M, F        |
| Federación de Fútbol de Asia Central (CAFA)   |                                                      |           |             |              |             |
| Afganistán                                    | Federación de Fútbol de Afganistán                   | 1933      | 1954        | 1948         | M, F        |
| Irán                                          | Federación de Fútbol de Irán                         | 1920      | 1954        | 1948         | M, F        |
| Kirguistán                                    | Federación de Fútbol de la República Kirguisa        | 1992      | 1994        | 1994         | M, F        |
| Tayikistán                                    | Federación de Fútbol de Takyikistán                  | 1936      | 1993        | 1984         | M, F        |
| Turkmenistán                                  | Federación de Fútbol de Turkmenistán                 | 1992      | 1994        | 1994         | M, F        |
| Uzbekistán                                    | Federación de Fútbol de Uzbekistán                   | 1946      | 1993        | 1984         | M, F        |
| Federación de Fútbol del Sur de Asia (SAFF)   |                                                      |           |             |              |             |
| Bangladés                                     | Federación de Fútbol de Bangladés                    | 1972      | 1974        | 1976         | M, F        |
| Bután                                         | Federación de Fútbol de Bután                        | 1983      | 1993        | 2000         | M, F        |
| India                                         | Federación de Fútbol de la India                     | 1937      | 1954        | 1948         | M, F        |
| Maldivas                                      | Asociación de Fútbol de las Maldivas                 | 1982      | 1984        | 1986         | M, F        |
| Nepal                                         | Federación de Fútbol de Nepal                        | 1951      | 1954        | 1972         | M, F        |
| Pakistán                                      | Federación de Fútbol de Pakistán                     | 1947      | 1954        | 1948         | M, F        |
| Sri Lanka                                     | Federación de Fútbol de Sri Lanka                    | 1939      | 1954        | 1952         | M, F        |

* La Asociación de Fútbol de China Taipéi (AFCT) llegó a la OFC en 1975 luego de ser expulsada de la AFC. Se destacó en el fútbol femenino ganando dos veces el Campeonato Femenino de la OFC. En 1989 volvió a la AFC.
** La NMIFA (Islas Marianas del Norte) fue fundada en 2005, se asoció a la EAFF en 2007 y fue admitida como miembro de pleno derecho en septiembre de 2008. En 2009 fue admitida en la AFC como un miembro asociado sin estar afiliada a la FIFA, aunque en 2020 fue admitida como un miembro de pleno derecho en la AFC. En 2021 pidió el ingreso a la FIFA, solicitud que actualmente se encuentra en proceso.

### Asociaciones de Asia que no son miembros
| Selección  | Confederación | Motivo |
| ---------- | ------------- | --- |
| Chipre     | UEFA          | Chipre es un país ubicado geográficamente en Asia, pero que se identifica por cultura, historia y política como parte de Europa, además es miembro de la Unión Europea. Por estos motivos decidieron afiliarse a la UEFA en lugar de la AFC. |
| Israel     | UEFA          | La Asociación de Fútbol de Israel (IFA), fue fundada inicialmente como la Asociación de Fútbol de Palestina cuando se encontraba bajo mandato británico. Fue admitida en la AFC en 1954, pero fue expulsada en 1974 debido a presiones políticas de países árabes y musulmanes. Esto daría con una de las particularidades más curiosas de la historia de FIFA, como es la de que Israel haya participado como miembro asociado de la OFC y la CAF (aunque no adscrita oficialmente) hasta que fue integrada, ya de manera legal en 1994 a la UEFA. Esto la convierte en la única selección del mundo que ha participado en cuatro confederaciones distintas. |
| Kazajistán | UEFA          | En un principio los organismos del fútbol kazajo decidieron afiliarse a la AFC al considerar que un marco menos competitivo facilitaría el desarrollo del fútbol en su país, pero sin embargo en el año 2000 la federación kazaja pidió el ingreso a UEFA, la cual fue aceptada en 2002. |
| Rusia      | UEFA          | Rusia es un país situado mayormente en Asia con una pequeña porción en Europa, pero que en todos los deportes participa en competiciones europeas. En 2022, tras la suspensión de la UEFA a Rusia para competiciones europeas por un tiempo indeterminado por la invasión a Ucrania, se planteó la posibilidad de poder cambiarse a la AFC. |
| Turquía    | UEFA          | Turquía es un país situado mayormente en Asia con una pequeña parte en Europa, pero que en todos los deportes participa en competiciones europeas. |

### Asociaciones de otro continente que son miembros
| Selección                | Continente | Motivo |
| ------------------------ | ---------- | --- |
| Australia                | Oceanía    | Australia perteneció a la OFC desde 1966. Durante muchos años, lideró el fútbol de Oceanía desde su fundación, donde solo Nueva Zelanda aparecía como un rival con cierta importancia. Por ello, Australia renunció a la OFC en 2006 y se integró a la Confederación Asiática de Fútbol como forma de participar en torneos más competitivos. |
| Guam                     | Oceanía    | La isla de Guam, ubicada en la región de Micronesia y por lo tanto parte de Oceanía. Se afilió a la AFC para que el fútbol en su país pudiera tener un ritmo más competitivo. |
| Islas Marianas del Norte | Oceanía    | Los archipiélagos de las Islas Marianas del Norte ubicados en los Estados Federados de Micronesia y por lo tanto parte de Oceanía. En un principio estaban afiliados a la OFC, sin embargo en 2009 decidieron transferirse a la AFC por la misma razón que Guam.                                                                              |

### Asociaciones desaparecidas
| Selección     | Afiliación | Motivo                                                  |
| ------------- | ---------- | ------------------------------------------------------- |
| Yemen del Sur | 1972-1990  | Unificación con Yemen del Norte para conformar a Yemen. |

## Autoridades

### Presidentes

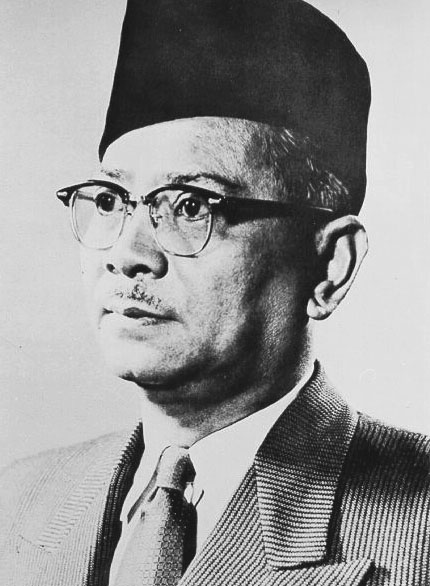
Tunku Abdul Rahman, presidente de la AFC desde 1958 hasta 1976.

| N.º | Nombre                        | Nacionalidad | Periodo   |
| --- | ----------------------------- | ------------ | --------- |
| 1   | Lo Man Kam                    | Hong Kong    | 1954      |
| 2   | Kwok Chan                     | Hong Kong    | 1954-1956 |
| 3   | William Louey Sui Tak         | Hong Kong    | 1956-1957 |
| 4   | Chan Nam Cheong               | Hong Kong    | 1957-1958 |
| 5   | Tunku Abdul Rahman            | Malasia      | 1958-1976 |
| 6   | Kambiz Atabay                 | Irán         | 1976-1978 |
| 7   | Hamzah Abu Samah              | Malasia      | 1978-1994 |
| 8   | Ahmad Shah                    | Malasia      | 1994-2002 |
| 9   | Mohammed bin Hammam           | Catar        | 2002-2011 |
| 10  | Zhang Jilong                  | China        | 2011-2013 |
| 11  | Salman Bin Ibrahim Al-Khalifa | Baréin       | 2013-act. |

## Competiciones organizadas por la AFC

### Torneos de selecciones
|                       | Torneo                                              | Última edición           | Campeón vigente   |
| --------------------- | --------------------------------------------------- | ------------------------ | ----------------- |
| Selecciones absolutas |                                                     |                          |                   |
|                       | Copa Asiática                                       | Catar 2023               | Catar             |
|                       | Copa Asiática Femenina                              | India 2022               | China             |
|                       | Clasificación de AFC para la Copa Mundial de Fútbol | Clasificación Catar 2022 | Irán              |
|                       | Torneo Preolímpico Femenino de la AFC               | Asia 2024                | Australia y Japón |
| Selecciones juveniles |                                                     |                          |                   |
|                       | Copa Asiática Sub-23 de la AFC                      | Catar 2024               | Japón             |
|                       | Campeonato Sub-20 de la AFC                         | China 2025               | Australia         |
|                       | Campeonato Sub-20 Femenino de la AFC                | Uzbekistán 2024          | Corea del Norte   |
|                       | Campeonato Sub-17 de la AFC                         | Arabia Saudita 2025      | Uzbekistán        |
|                       | Copa Asiática Femenina Sub-17 de la AFC             | Indonesia 2024           | Corea del Norte   |
| Torneos regionales    |                                                     |                          |                   |
|                       | Campeonato de Fútbol de la ASEAN                    | Asia 2024                | Vietnam           |
|                       | Campeonato de Fútbol de Asia Oriental               | Corea del Sur 2025       | Japón             |
|                       | Campeonatos de fútbol de la WAFF                    | Irak 2019                | Baréin            |
|                       | Campeonatos de fútbol de la SAFF                    | India 2023               | India             |
|                       | Copa de Naciones del Golfo                          | Kuwait 2024              | Baréin            |
| Fútbol sala           |                                                     |                          |                   |
|                       | Campeonato Futsal de la AFC                         | Tailandia 2024           | Irán              |
|                       | Campeonato Femenino Futsal de la AFC                | China 2025               | Japón             |
| Fútbol playa          |                                                     |                          |                   |
|                       | Campeonato de Fútbol Playa de la AFC                | Tailandia 2025           | Irán              |

### Torneos de clubes
|                                   | Torneo                               | Última edición  | Campeón vigente |
| --------------------------------- | ------------------------------------ | --------------- | --------------- |
| Competiciones absolutas de clubes |                                      |                 |                 |
|                                   | Liga de Campeones de Élite de la AFC | Edición 2024-25 | Al-Ahli         |
|                                   | Liga de Campeones 2 de la AFC        | Edición 2024-25 | Sharjah         |
|                                   | Liga Desafío de la AFC               | Edición 2024-25 | FK Arkadag      |
|                                   | Liga de Campeones Femenina de la AFC | Edición 2024-25 | Wuhan Jiangda   |

### Torneos desaparecidos
|  | Torneo                                  | Última edición  | Campeón vigente           |
|  | --------------------------------------- | --------------- | ------------------------- |
|  | Copa Desafío de la AFC                  | Maldivas 2014   | Palestina                 |
|  | Copa Solidaridad de la AFC              | Malasia 2016    | Nepal                     |
|  | Copa AFC                                | Edición 2023-24 | Central Coast Mariners    |
|  | Copa Presidente de la AFC               | Edición 2014    | HTTU Aşgabat              |
|  | Supercopa de la AFC                     | Edición 2002    | Suwon Samsung             |
|  | Recopa de la AFC                        | Edición 2001-02 | Al-Hilal Saudi            |
|  | Copa Afroasiática                       | Edición 1998    | Raja Casablanca           |
|  | Campeonato Femenino de Clubes de la AFC | Edición 2023    | Urawa Red Diamonds Ladies |

## Clasificación mundial de la FIFA
La clasificación mundial de la FIFA del 24 de octubre de 2024 muestra a las siguientes selecciones masculinas como las diez mejores de la AFC.
La clasificación mundial de la FIFA del 15 de diciembre de 2023 muestra a las siguientes selecciones femeninas como las diez mejores de la AFC.
| Pos. | V | Selección              | Puntos |
| ---- | - | ---------------------- | ------ |
| 15.º | 1 | Japón                  | 1645   |
| 19.º | 0 | Irán                   | 1627   |
| 22.º | 1 | Corea del Sur          | 1589   |
| 24.º | 1 | Australia              | 1552   |
| 46.º | 2 | Catar                  | 1478   |
| 56.º | 1 | Irak                   | 1434   |
| 58.º | 2 | Uzbekistán             | 1429   |
| 59.º | 3 | Arabia Saudita         | 1422   |
| 64.º | 4 | Jordania               | 1380   |
| 68.º | 1 | Emiratos Árabes Unidos | 1361   |

| Pos. | V | Selección       | Puntos |
| ---- | - | --------------- | ------ |
| 8.º  | 0 | Japón           | 1978   |
| 9.º  | 0 | Corea del Norte | 1950   |
| 12.º | 1 | Australia       | 1879   |
| 19.º | 4 | China           | 1803   |
| 20.º | 0 | Corea del Sur   | 1800   |
| 37.º | 3 | Vietnam         | 1611   |
| 38.º | 6 | Filipinas       | 1571   |
| 42.º | 4 | China Taipéi    | 1545   |
| 47.º | 3 | Uzbekistán      | 1526   |
| 48.º | 2 | Tailandia       | 1518   |

## Ligas nacionales
| Liga                                        | Campeón actual               | Torneo más reciente[actualizar] |
| ------------------------------------------- | ---------------------------- | ------------------------------- |
| Liga de Campeones de Afganistán             | Attack Energy SC             | 2024                            |
| Saudí Pro League                            | Al-Hilal Saudi               | 2023-24                         |
| Isuzu UTE A-League                          | Central Coast Mariners       | 2023-24                         |
| Bahraini Premier League                     | Al-Khaldiya SC               | 2023-24                         |
| Bānlādēśa Primiẏāra Liga                    | Bashundhara Kings            | 2023-24                         |
| Liga Super Brunei                           | Angkatan Tentera Brunei      | 2018-19                         |
| Bhutan Premier League                       | Paro F.C.                    | 2022                            |
| Cambodian Premier League                    | Phnompenh Kraon              | 2022                            |
| Zhōngchāo Liánsài                           | Shànghǎi Hǎigǎng             | 2024                            |
| DPR Korea Premier Football League           | Ryomyong SC                  | 2023-24                         |
| K League 1                                  | Ulsan HD                     | 2024                            |
| Dawri 'ADNOC Lil-Muhtarifin                 | Al-Wasl                      | 2023-24                         |
| Qatar Airways League                        | Makati Kaya                  | 2022-23                         |
| Guam Soccer League                          | Wings                        | 2024                            |
| Bank of China Life Hong Kong Premier League | Lee Man FC                   | 2023-24                         |
| Hero Suparleeg                              | Mumbai City                  | 2023-24                         |
| BRI Liga 1                                  | Persib Bandung               | 2023-24                         |
| Dawri Al-Nokhba                             | Al-Shorta                    | 2023-24                         |
| Copa del Golfo Pérsico                      | Perspolis Tehran             | 2023-24                         |
| Marianas Soccer League                      | Eleven Tigers of Matansa     | Fall 2024                       |
| Meiji Yasuda J1 League                      | Vissel Kobe                  | 2024                            |
| Manaseer Lil-Muhtarifin                     | Al-Hussein Irbid             | 2023-24                         |
| Kırgızstan Premer-Ligası                    | Abdış-Ata Kant               | 2024                            |
| Zayn Dawri Mumtaz                           | Al-Kuwait                    | 2023-24                         |
| Pebsi Lik 1                                 | Young Elephants              | 2023                            |
| Dawri Lubnaniu Mumtaz                       | Nejmeh                       | 2023-24                         |
| Liga de Elite Macao                         | Benfica de Macau             | 2024                            |
| Liga Super Malaysia                         | Johor Darul Takzim           | 2023                            |
| MWSC Dhivehi Primiaa Leegu                  | Maaleyge Maaziyaa            | 2022                            |
| Khürkhree Ündesnii Deed Lig                 | Ulan SP Falcons              | 2023-24                         |
| Myanmar Nayshinnaal Lig                     | Shan United                  | 2023                            |
| Rēḍa Bula Rāṣṭriya Līga                     | Kāṭhamāḍauṅkō Carca Kēṭāharū | 2023                            |
| Omantel Dawri Lil-Muhtarifin                | Al-Seeb SC                   | 2023-24                         |
| Pakistan Premier League                     | Khan Research Labs           | 2018-19                         |
| Dawri Muhtarifin Filastinii                 | Jabal Al-Mukabar bi Al-Quds  | 2022-23                         |
| Qatar National Bank Stars League            | Al-Sadd SC                   | 2023-24                         |
| AIA Premier League                          | Albirex Niigata              | 2022                            |
| S.F.A. Premier League                       | Al-Fotuwa Dayr az-Zawr       | 2022-23                         |
| Dialog Champions League                     | Blue Star SC                 | 2022                            |
| Hilux Revo League                           | Buriram United               | 2022-23                         |
| Taiwán Premier League                       | Tainan City                  | 2022                            |
| 1xBet Higher League                         | Istiqlol Dušanbe             | 2022                            |
| Liga Futebol Amadora Primeira Divisão       | Karketu Dili FC              | 2023                            |
| T.F.F. Ýokary Ligasy                        | Ahal Änew Abadan             | 2022                            |
| Coca-Cola Superligasi                       | Pakhtakor Taškent            | 2022                            |
| Night Wolf V.League 1                       | Hà Nội T&T                   | 2022                            |
| Y.F.A. League                               | Fahman Cultural Mudiyah      | 2020-21                         |

## Copas nacionales
| Liga                                                     | Campeón actual                  | Torneo más reciente |
| -------------------------------------------------------- | ------------------------------- | ------------------- |
| Copa del Custodio de las Dos Mezquitas Sagradas          | Al-Hilal                        | 2022-23             |
| Westfield F.F.A. Cup                                     | McArthur Sydney                 | 2022                |
| Copa del Rey de Bahrein B.F.A. Copa Federación           | Al-Hala Muḥarraq Manama Club    | 2022-23 2023        |
| Grameenphone Federation Cup                              | Mohammedan Dhaka                | 2022-23             |
| F.A.B.D. Cup                                             | Pengiran Mukhata Brunei F.C.    | 2022-23             |
| Hun Sen Cup                                              | Vĭsakha Phnom Pénh              | 2022                |
| Hwaeppul Cup                                             | Rimyongsu Sariwon               | 2022                |
| Copa Presidente de los Emiratos Árabes Unidos            | Sharjah                         | 2022-23             |
| Beck's G.F.A. Cup                                        | Paintco Hagåtña Strykers        | 2019                |
| H.K.F.A. Cup Senior Challenge Shield                     | Kitchee SC                      | 2022-23             |
| Hero Supercup IndianOil Durand Cup by Coal India Limited | Odisha Bengaluru                | 2023 2022           |
| Piala Indonesia                                          | Persibo Bojonegoro              | 2012                |
| Copa de Irak                                             | Al-Zawraa                       | 2016-17             |
| Copa Hazfi                                               | Esteghlal FC                    | 2017-18             |
| Copa del Emperador                                       | Cerezo Osaka                    | 2017                |
| Jordan FA Cup                                            | Al Jazira Ammán                 | 2017-18             |
| Copa de Kirguistán                                       | Dordoi Bishkek                  | 2017                |
| Emir Cup Crown Prince Cup                                | Al Kuwait Kaifan Qadsia SC      | 2017-18             |
| Copa del Primer Ministro                                 | Army                            | 2013                |
| FA Cup                                                   | Al-Ahed Beirut                  | 2017-18             |
| Copa de Macao                                            | Chao Pak Kei                    | 2018                |
| Piala FA                                                 | Pahang                          | 2018                |
| Maldives FA Cup                                          | New Radiant SC                  | 2017                |
| Copa de Mongolia                                         | Ulaanbaatar City FC             | 2017                |
| Copa del Sultán Qabus                                    | Al-Nasr Salalah                 | 2017-18             |
| Copa de Pakistán                                         | PAF                             | 2018                |
| Copa de Palestina                                        | Shabab Khan Younes              | 2017-18             |
| Copa del Emir Copa Príncipe de la Corona de Catar        | Al-Duhail SC Al-Sadd            | 2018 2017-18        |
| Korean FA Cup                                            | Ulsan Hyundai                   | 2017                |
| China FA Cup                                             | Shanghai Shenhua                | 2017                |
| Copa de Singapur Copa FA de Singapur                     | Albirex Niigata Warriors FC     | 2017                |
| Copa de Siria                                            | Al-Jaish                        | 2017-18             |
| Copa FA de Sri Lanka                                     | Army                            | 2016-17             |
| Copa FA de Tailandia                                     | Chiangrai United FC             | 2017                |
| Copa de Tayikistán                                       | FK Krujand                      | 2017                |
| Türkmenistanyň Kubogy                                    | FC Ahal                         | 2017                |
| O‘zbekiston Kubogi                                       | Lokomotiv Tashkent              | 2017                |
| GIAI Bong Dja Copa Quốc gia                              | Son Lam Ngue An                 | 2017                |
| Copa 12 de Noviembre                                     | Lalenok United FC               | 2017                |
| General Aung San Sheld                                   | Yangon United                   | 2019                |
| Ncell Cup                                                | Manang Marshyangdi Club         | 2013                |
| Y.F.A. President Cup 22 May Unity Cup                    | Al-Wahda Aden Al-Tadamon Shabwa | 2017 2019           |

## Supercopas nacionales
| Liga                                    | Campeón actual        | Torneo más reciente |
| --------------------------------------- | --------------------- | ------------------- |
| Supercopa de Arabia Saudita             | Al-Hilal              | 2023                |
| Supercopa de Baréin                     | Al-Muharraq SC        | 2017                |
| Supercopa de Bangladés                  | Mohammedan SC         | 2013                |
| Supercopa de Brunéi                     | MS ABDB               | 2017                |
| Supercopa de los Emiratos Árabes Unidos | Al-Wahda FC           | 2017-18 2019        |
| Supercopa de Irán                       | Persepolis FC         | 2023                |
| Supercopa de Japón                      | Kawasaki Frontale     | 2019                |
| Supercopa de Jordania                   | Al-Wehdat             | 2018                |
| Supercopa de Kirguistán                 | Alay Osh              | 2018                |
| Supercopa de Kuwait                     | Qadsia SC             | 2018                |
| Supercopa del Líbano                    | Al-Ahed               | 2018                |
| Supercopa de Malasia                    | Johor Darul Takzim FC | 2018                |
| Supercopa de Mongolia                   | Erchim                | 2018                |
| Supercopa de Omán                       | Dhofar Club           | 2017                |
| Supercopa de Catar                      | Al-Rayyan             | 2018                |
| Supercopa de China                      | Shanghai SIPG         | 2019                |
| Supercopa de Tayikistán                 | Istiklol              | 2019                |
| Supercopa de Turkmenistán               | Altyn Asyr            | 2018                |
| Supercopa de Uzbekistán                 | Lokomotiv Tashkent    | 2019                |
| Supercopa de Vietnam                    | Quảng Nam FC          | 2017                |

## Copas de las ligas nacionales
| Liga                                       | Campeón actual           | Torneo más reciente |
| ------------------------------------------ | ------------------------ | ------------------- |
| Copa de Liga de los Emiratos Árabes Unidos | Al-Ain FC                | 2021-22             |
| Copa de la Liga de Hong Kong               | Kitchee SC               | (2015-16)           |
| Copa Federación de la India                | Bengaluru                | (2016-17)           |
| Copa Federación de Kuwait                  | Al-Nasr SC               | 2021-22             |
| Copa Elite del Líbano                      | Nejmeh SC                | 2021                |
| Copa FA Shield de Jordania                 | Al-Faisaly               | 2022                |
| Copa J. League                             | Nagoya Grampus           | 2021                |
| Copa de Malasia                            | Kuala Lumpur City        | 2021                |
| Copa de la Liga de Omán                    | Dhofar Club              | 2018-19             |
| Copa Paulino Alcántara                     | United City FC           | 2022                |
| Copa de las Estrellas de Catar             | Al-Sailiya SC            | 2021-22             |
| Copa Príncipe de la Corona de Catar        | Al-Sadd SC               | 2021                |
| Copa de la Liga de Singapur                | Albirex Niigata Singapur | (2017)              |
| Copa de la Liga de Tailandia               | Buriram United           | 2021-22             |

## Palmarés

### Futbolista del año en Asia
- Anexo:Futbolista del año en Asia

### Futbolista joven del año en Asia
| Año  | Futbolista               | Club                   |
| ---- | ------------------------ | ---------------------- |
| 1995 | Mohammed Amar Al Kathiri |                        |
| 1996 | Bamrung Boonprom         | Bangkok Banco F.C.     |
| 1997 | Mehdi Mahdavikia         | Persépolis FC          |
| 1998 | Shinji Ono               | Urawa Red Diamonds     |
| 1999 | Waleed Hamzah            | Al-Arabi SC            |
| 2000 | Ryoichi Maeda            | Júbilo Iwata           |
| 2001 | Du Wei                   | Shanghái Shenhua       |
| 2002 | Lee Chun Soo             | Ulsan Hyundai Horang-i |
| 2003 | Yoshito Okubo            | Cerezo Osaka           |
| 2004 | Chu-Young Park           | Korea University       |
| 2005 | Choe Myong-ho            | Kyonggongop            |
| 2006 | Ma Xiaoxu※               | Dalian Shide           |
| 2007 | Kim Kum-il               | 4.25                   |
| 2008 | Ahmad Khalil             | Al-Ahli                |
| 2008 | Mana Iwabuchi※           | NTV Beleza             |
| 2009 | Ki Sung-Yueng            | Celtic FC              |

※ Ma Xiaoxu y Mana Iwabuchi son futbolistas femeninas.

### Futbolistas femeninas del año en Asia
| Año  | Futbolista       | Club                 |
| ---- | ---------------- | -------------------- |
| 1999 | Sun Wen          | Shanghái Shenhua     |
| 2003 | Bai Jie          | Washington Freedom   |
| 2004 | Homare Sawa      | NTV Beleza           |
| 2005 | Natsuko Hara     | NTV Beleza           |
| 2006 | Ma Xiaoxu        | Dalian Shide         |
| 2007 | Ri Kum-Suk       | 4.25 Sports Group    |
| 2008 | Homare Sawa      | NTV Beleza           |
| 2010 | Kathryn Ann Gill | Perth Glory          |
| 2011 | Aya Miyama       | Okayama Yunogo Belle |
| 2012 | Aya Miyama       | Okayama Yunogo Belle |
| 2013 | Vacante          | Vacante              |
| 2014 | Katrina Gorry    | Kansas City          |
| 2015 | Aya Miyama       | Okayama Yunogo Belle |
| 2016 | Caitlin Foord    | Sydney FC            |
| 2017 | Sam Kerr         | Perth Glory          |
| 2018 | Wang Shuang      | París Saint-Germain  |
| 2019 | Saki Kumagai     | Olympique de Lyon    |

### Director técnico del año en Asia
| Año  | Director técnico    | Equipo                                       |
| ---- | ------------------- | -------------------------------------------- |
| 1994 | Charnwit Polcheewin | Thai Farmers Bank F.C.                       |
| 1995 | Park Jong-Hwan      | Seongnam Ilhwa Chunma                        |
| 1996 | Ma Yuanan           | Selección femenina de China                  |
| 1997 | Cha Bum-Kun         | Selección de Corea del Sur                   |
| 1998 | Takashi Kuwabara    | Júbilo Iwata                                 |
| 1999 | Mahmoud Rakhimov    |                                              |
| 2000 | Philippe Troussier  | Selección de fútbol de Japón                 |
| 2001 | Nasser Al-Johar     | Selección de Arabia Saudita                  |
| 2002 | Guus Hiddink        | Selección de fútbol de Corea del Sur         |
| 2003 | Cha Kyung-Bok       | Seongnam Ilhwa Chunma                        |
| 2004 | Adnan Hamad         | Selección de fútbol de Irak                  |
| 2005 | No concedido        |                                              |
| 2006 | Choe Kwang-Sok      | Selección femenina Sub-20 de Corea del Norte |
| 2007 | Rauf Inileyev       | Selección de fútbol de Uzbekistán            |
| 2008 | Akira Nishino       | Gamba Osaka                                  |
| 2009 | Huh Jung-Moo        | Selección de fútbol de Corea del Sur         |
| 2010 | Takeshi Okada       | Selección de fútbol de Japón                 |